# Далнаш
Далнаш (чечен. далнаш) — традиционное национальное блюдо чеченцев, в состав которого входят: пшеничная мука, кефир, соль, пищевая сода, рубец, сало-сырец, лук, соль, молотый чёрный перец, сливочное масло.

## Описание
Пшеничную муку на кефире с добавлением соли и воды месят: для начинки мелко рубят отварной рубец, сало-сырец и репчатый лук, и все жарится, ссыпают соль и перец. Тесто делят на лепёшки круглой формы, на середину кладут фарш, края теста с начинкой крепят и раскатывают. Пекут на сковороде или на плите, не смазывая жиром сковороду. Приготовленные пышки мочат горячей водой для мягкости и очищения подгоревшей муки, лепёшки смазывают сливочным маслом. Перед подачей на стол разделяют на небольшие части, по вкусу подают с растопленным сливочным маслом в небольшой пиале.